# Гедвіга Розенбаум
Гедвіга Розенбаум (3 липня 1864 – 31 липня 1939; Гедвіга Аустерліц, з 1909 року Гедвіга Раабе, чеською з 1945 року (sic! ) згадується як Гедвіга Розенбаумова) — чеська тенісистка, яка представляла Богемію. Вона виграла дві бронзові медалі в тенісі на літніх Олімпійських іграх 1900 в Парижі, у одиночний розряд серед жінок і змішаний парний розряд з Арчибальдом Уорденом з Великої Британії. Вона була першою жінкою, яка представляла Богемію на Олімпіаді.
Гедвіга Розенбаум була німецько-єврейського походження і все життя прожила в Празі. Вона належала до першого покоління в Празі, яке грало в теніс. Принаймні з 1894 року вона грала в одиночних, парних і змішаних турнірах у Ціслейтанії та Німеччині за Празький лаун-тенісний клуб. У 1899 році Розенбаум був під номером 5 в австрійському національному списку. Того ж року виграла турнір у Берліні.
У 1900 році Розенбаум брала участь у других Літніх Олімпійських іграх у Парижі як приватна особа з Праги за власний кошт за проїзд, проживання та вступні внески. Вона не належала ні до богемської, ні до чеської, ні до австрійської делегації. Розенбаум була першою жінкою, яка представляла Богемію та Австро-Угорщину на Олімпіаді, вигравши дві бронзові медалі. В індивідуальних тенісних змаганнях вона програла в півфіналі майбутній срібній призерці Івонн Прево в сетах 6–1, 6–1. У змішаному змаганні вона грала разом з британцем Арчибальдом Ворденом. Обидва були побиті у півфіналі, їх другій грі. Вони програли Прево з Франції та Гарольду Махоні з Британії у двох сетах 6–3, 6–0. Кваліфікація обох пар відноситься до змішаних команд в історії Олімпійських ігор.
У 1904 році вона виграла титул на чемпіонаті Богемії та посіла друге місце на чемпіонаті Австрії. Після цього вона відмовилася від турнірного спорту через вік.
Гедвіг Розенбаум була керуючим директором і членом правління Клубу німецьких художниць у Празі (Klub deutscher Künstlerinnen in Prag) з моменту його заснування в 1905 році. Під час Першої світової війни Гедвіг Раабе працювала медсестрою. Вона тимчасово працювала у видавництві свого племінника Генріха Мерсі молодшого і керувала ремісничою майстернею з 1921 року. Вона перекладала спортивні книги, п’єси та художню літературу з англійської на німецьку для празьких газет і німецьких видавців.